# دون تايلور (لاعب كريكت)
دون تايلور (2 مارس 1923 بأوكلاند في نيوزيلندا - 5 ديسمبر 1980 في نيوزيلندا) (بالإنجليزية: Don Taylor)‏ هو لاعب كريكت نيوزلندي. شارك مع منتخب نيوزيلندا الوطني للكريكت. أما مع النوادي، فقد لعب مع نادي وارويكشاير للكريكيت ‏ وفريق أوكلاند للكريكت ‏.

## وصلات خارجية
- دون تايلور على موقع إي آس بي آن كريك إنفو (الإنجليزية)